# Bruno Weigand

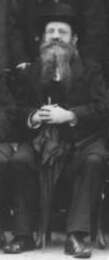
Bruno Weigand auf der ersten Seismologen-Konferenz (Straßburg, 1901)

Bruno Weigand (* 24. Dezember 1850 in Mühlhausen/Thüringen; † 24. November 1923 in Freiburg im Breisgau) war ein deutscher Lehrer, Geologe und Entomologe.

## Leben
Bruno Weigand machte in Bromberg 1870 sein Notabitur am Gymnasium, um als Freiwilliger im Deutsch-Französischen Krieg von 1870/71 zu dienen. Nach Friedensschluss studierte er die ersten beiden Semester in Berlin Naturwissenschaften und Mathematik und wechselte dann an die neu errichtete Universität Straßburg, um seine Studien mit dem Staatsexamen für den Lehrberuf mit der Promotion über „Die Serpentine in den Vogesen“ abzuschließen. Danach arbeitete er sowohl im Schuldienst als auch am Geognostisch-palaeontologischen Institut der Straßburger Universität. Die Lehrsammlungen bereicherte er um zahlreiche Belegstücke auf seinen weltweiten Reisen. Er entstammte einer Philologenfamilie, seine Bibliothek musste er großteils kriegsbedingt zurücklassen. 
Ab 1891 nahm er an allen internationalen Geologenkongressen teil. Für die geologische Landesanstalt von Elsaß-Lothringen bearbeitete er die Aufnahme des Blattes von
Wasselnheim und Umgebung. Nachdem Elsaß-Lothringen nach dem Ersten Weltkrieg an Frankreich gefallen war, musste er Straßburg verlassen und zog 1919 nach Freiburg im Breisgau. Hier befasste er sich mit Insektenkunde und sammelte vorrangig wieder Schmetterlinge und Zweiflügler.

## Mitgliedschaften
- 1874: Oberrheinischer Geologischer Verein (OGV)
- 1879: Deutsche Geologische Gesellschaft[1]
- 1912: Geologische Vereinigung[2]

## Ehrungen und Auszeichnungen
- 1870/1871: Eisernes Kreuz (Schlacht bei Gravelotte)
- Ostern 1923: Ehrenmitglied im Oberrheinischen Geologischen Verein (OGV)

## Schriften
- Die Serpentine der Vogesen. Inauguraldissertation der mathematischen und naturwissenschaftlichen Facultät der Universität Strassburg, am 5. Mai 1875 eingereicht von B. Weigand
- VI. Die Serpentine der Vogesen. In: Mineralogische Mittheilungen, Alfred Hölder, Wien 1875, S. 183–209 Digitalisat
- Jahresbericht über die Beobachtung von Erdbeben auf der Hauptstation für Erdbebenforschung zu Strassburg i. E. während des Kalenderjahres 1903. In: Beiträge zur Geophysik, 7, 1905, 480–492
- Deeckes „Geologie von Baden“. In: Mitteilungen des Badischen Landesvereins für Naturkunde und Naturschutz, N.F. Band 1 (1919–1925). Freiburg i. Br. 1920, S. 102–108 (zobodat.at [PDF; 526 kB; abgerufen am 24. April 2023]).
- Die Dipteren des Oberrheins. Beitrag zu einem Verzeichnis. In: Mitteilungen der Badischen entomologischen Vereinigung, 1, 1923–1925, 1–7
- Als Herausgeber: Archibald Geikie: Kurzes Lehrbuch der physikalischen Geographie. Autorisierte deutsche Ausgabe von Bruno Weigand. Verlag von Karl J. Trübner, 2. verbesserte u. vermehrte Auflage, Strassburg 1908